# Sturmgeschütz-Brigade 904
De Sturmgeschütz-Abteilung 904 / Sturmgeschütz-Brigade 904 / Heeres-Sturmgeschütz-Brigade 904 was tijdens de Tweede Wereldoorlog een Duitse Sturmgeschütz-eenheid van de Wehrmacht ter grootte van een afdeling, uitgerust met gemechaniseerd geschut. Deze eenheid was een zogenaamde Heerestruppe, d.w.z. niet direct toegewezen aan een divisie, maar ressorterend onder een hoger commando, zoals een legerkorps of leger.
Deze Sturmgeschütz-eenheid kwam in actie aan het oostfront gedurende zijn hele bestaan en eindigde de oorlog in Oost-Pruisen.

## Krijgsgeschiedenis

### Sturmgeschütz-Abteilung 904
Sturmgeschütz-Abteilung 904 werd opgericht in Jüterbog op 15 december 1942. Op 3 januari 1943 zou de Abteilung omgedoopt worden in Sturmgeschütz-Abteilung 270, maar dat bevel werd al snel teruggedraaid. Al in februari 1943 vertrok de Abteilung naar het oostfront en werd daar in de regio Sevsk toegevoegd aan de 4e Pantserdivisie om te proberen de Duitse linies te herstellen. Deze detachering duurde tot 1 april 1943. Voor de Slag om Koersk in juli 1943 was de Abteilung deel van de noordelijke arm, als deel van het 47e Pantserkorps. Maar na het mislukken van dit offensief werd de Abteilung al snel toegevoegd aan het 2e Leger en trok vervolgens daarmee terug tot het eind van het jaar, eindigend rond Mozir. De eerste maanden van 1944 lag de brigade rond Petrikov.
Op 14 februari 1944 werd de Abteilung omgedoopt in Sturmgeschütz-Brigade 904.

### Sturmgeschütz-Brigade 904
De omdoping in Sturmgeschütz-Brigade betekende echter geen organisatorische verandering, de samenstelling bleef gelijk. De brigade ging in april iets oostelijker, naar Pinsk en een maand later naar noordelijk van Kovel.
Op 10 juni 1944 werd de brigade omgedoopt in Heeres-Sturmgeschütz-Brigade 904.

### Heeres-Sturmgeschütz-Brigade 904
Ook nu betekende de omdoping geen organisatorische verandering, de samenstelling bleef opnieuw gelijk. Nadat de Sovjets hun Operatie Bagration gelanceerd hadden, werd de brigade onderdeel van het Kavalleriekorps ofwel Korps Harteneck. Bij dit korps bleef de brigade nu gedurende de volgende maanden, steeds in stevige defensieve gevechten, uiteindelijk langs de Narew. Hier, rond Scharfenwiese kwam het front tot rust tot medio januari 1945. Toen het Sovjet winteroffensief losbarstte, ondersteunde de brigade de infanterie waar mogelijk, maar werd toch de Heiligenbeil-pocket ingeduwd. Bij de evacuatie naar de Wislaschoorwal (Duits: Frische Nehrung) kwam de brigade (wegens verlies van alle Sturmgeschützen) alleen nog als infanterie in actie, onder de naam Kampfgruppe 904. Dit was eerst bij Kahlberg en later bij Elbing.

### Einde
De Heeres-Sturmgeschütz-Brigade 904 capituleerde op 8 mei 1945 bij Schiewenhorst in de Weichselmonding.

## Samenstelling
- Staf
- 1e Batterij
- 2e Batterij
- 3e Batterij

## Commandanten
| Rang                  | Naam                  | Begin            | Eind            |
| --------------------- | --------------------- | ---------------- | --------------- |
| Hauptmann             | Wiegels               | 15 december 1942 | begin 1943      |
| Hauptmann             | Sekirka               | begin 1943       |                 |
| Hauptmann             | Wiegels               |                  | 7 juli 1943 †   |
| Hauptmann later Major | Kurt Türke            | juli 1943        | augustus 1944 † |
| Hauptmann             | Leopold Kuhn          | augustus 1944    | 1945            |
| Overleutnant          | Konrad Brettschneider | 18 maart 1945    | 8 mei 1945      |

Hauptmann Wiegels kreeg ziekteverlof kort na de oprichting (kaakoperatie). Hij sneuvelde bij de aanvallen richting Koersk. Major Türke sneuvelde bij de Narew. Hij kreeg zijn promotie tot Oberstleutnant te horen op zijn sterfdag.